# Mount Grimsley
Mount Grimsley ein kleiner Berg im ostantarktischen Mac-Robertson-Land. In der Aramis Range der Prince Charles Mountains ragt er 1,5 km südwestlich des Mount Abbs auf.
Luftaufnahmen, die 1956 und 1960 bei den Australian National Antarctic Research Expeditions entstanden, dienten seiner Kartierung. Das Antarctic Names Committee of Australia benannte ihn nach Stephen William Grimsley, Techniker zur Ionosphärenforschung auf der Wilkes-Station im Jahr 1963.